# Lohbach (Leukbach)
Der Lohbach mit der Gewässerkennzahl 2649692 ist ein 3,3 km langer linker Zufluss des Leukbachs (Leuk) im  rheinland-pfälzischen Landkreis Trier-Saarburg.

## Geographie

### Verlauf
Der Lohbach entspringt nordwestlich von Saarburg und tangiert dann die Grenze zu Ayl. Er fließt weiter vorwiegend in südlicher Richtung und mündet in Saarburg in die Leuk, die wenig später den Saarburger Leukfall bildet und danach von links in die Saar mündet.

### Zuflüsse
Rechte Zuflüsse sind Scheibbach, Engelbach und Hardter Quellbach, linke Zuflüsse sind Deponiegraben (Klingenbach) und Parkbach.